# Mocidade Olariense
Mocidade Olariense é uma escola de samba da cidade de Belém do Pará, no estado brasileiro do Pará.
O Grêmio Recreativo Social e Cultural “Mocidade Olariense” foi fundado no dia 15 de dezembro de 1975, na sede do Olaria Futebol Clube, na Vila de Icoaraci: um grupo de amigos decidiu formar um bloco para brincar nas ruas da Vila Sorriso, como é chamado aquele distrito, nos domingos de carnaval, proporcionando mais uma opção de lazer aos moradores. A escola adotou as cores azul e o branco, do Clube Olaria, e o slogan “viemos para fazer amigos”. Após várias conquistas, o bloco foi elevado à categoria de escola de samba do grupo B, passando a desfilar em Belém a partir de 1978. Conquistou quatro títulos de campeã e três de vice, passando para o grupo A, conquistando o título de 1993.
É uma escola tradicional do carnaval da cidade,  entrou em decadência na década de 2010 por questões administrativas, desde 2019, tem vivido um  grande retorno aos holofotes e em 2024 à elite do carnaval belenense . 

## História
A escola foi fundada em 1975 como bloco carnavalesco. Em 1978, tornou-se uma escola de samba, desfilando pelo grupo B, em que foi tetra-campeã. Após, foi promovida para o Grupo A no ano de 1985.
Consagrou-se bi campeã do grupo principal do carnaval belenense em 1993 e 1994.
Em 2015, não desfilou pelo grupo 3, como estava previsto, o que lhe rendeu o afastamento do Carnaval por dois anos. Retornou em 2018, quando, além de voltar aos desfiles do Centro de Belém, também fez uma participação local no Carnaval de seu distrito, Icoaraci.
Em 2023, fez um desfile emocionante com o enredo "Um Paraíso de Frente ao Sol" que lhe garantiu o segundo lugar do Grupo de Acesso (Serie B), ficando atrás somente da escola Boêmios da Vila Famosa. Em 2024, deixou a Aldeia Cabana em êxtase após ser vencedora do Grupo de acesso(B) com o enredo " Pelos caminhos da Fé, ao som dos tambores da festa do meu São Bené.", conquistando assim o tão esperado retorno ao Grupo Especial de Belém.

## Segmentos

### Presidentes
| Período        | Presidente              | Ref.  |
| -------------- | ----------------------- | ----- |
| ? - atualidade | Manoel Ribeiro da Silva | [ 9 ] |
| 2023           | Fabio Ferreira          |       |
| 2024           | Fabio Ferreira          |       |

### Diretores
| Ano  | Diretor de Carnaval | Diretor geral de harmonia | Mestre de bateria | Ref. |
| ---- | ------------------- | ------------------------- | ----------------- | ---- |
| 2016 |                     |                           |                   |      |
| 2017 |                     |                           |                   |      |
| 2024 |                     |                           | Murilo Pantoja    |      |

### Coreógrafo
| Ano  | Nome | Ref. |
| ---- | ---- | ---- |
| 2016 |      |      |
| 2017 |      |      |

### Casal de Mestre-sala e Porta-bandeira
| Ano  | Nome | Ref. |
| ---- | ---- | ---- |
| 2016 |      |      |
| 2017 |      |      |

### Corte de bateria
| Período | Rainha       | Rei           | Madrinha | Ref. |
| ------- | ------------ | ------------- | -------- | ---- |
| 2024    | Jully Eloise | Wesley Vulcão |          |      |
| 2025    | Jully Eloise | Wesley Vulcão |          |      |

## Carnavais
| Ano  | Colocação            | Divisão             | Enredo                                                                       | Carnavalesco   | intérprete   | Ref    |
| ---- | -------------------- | ------------------- | ---------------------------------------------------------------------------- | -------------- | ------------ | ------ |
| 1985 | 5º lugar             | 1                   |                                                                              |                |              | [ 1 ]  |
| 1986 | 5º lugar             | 1                   | Esse Rio é Minha Rua                                                         |                |              | [ 1 ]  |
| 1987 |                      |                     | Narcisópolis - A Cidade dos Espelhos                                         |                |              | [ 1 ]  |
| 1988 | 3º lugar             | 1                   | Olha aí o boto!                                                              |                |              | [ 1 ]  |
| 1993 | Campeã               | (Especial)          |                                                                              |                |              |        |
| 1994 | campeã               | (Especial)          |                                                                              |                |              |        |
| 1996 | 6º lugar             |                     |                                                                              |                | Xaxá         | [ 10 ] |
| 1998 |                      |                     | E Do Barro Fez-se a Arte                                                     |                |              | [ 1 ]  |
| 2005 | 5º Lugar             | 1                   |                                                                              |                |              | [ 1 ]  |
| 2007 | 12º Lugar            | 2                   | De alfama à Cidade Velha, herança do Tejo em terras da Amazônia              |                |              | [ 1 ]  |
| 2008 | 11º Lugar            | 2                   | Do Xapuri a Icoaraci, ecoa no mundo o tambor daqui                           |                |              | [ 1 ]  |
| 2010 |                      | 3                   | Das águas, as mais belas histórias do reino dos Paraoaras                    |                |              |        |
| 2015 | Não desfilou         | (terceira divisão)  |                                                                              |                |              | [ 6 ]  |
| 2016 |                      |                     |                                                                              |                |              | [ 1 ]  |
| 2018 | 3º lugar             | 3                   |                                                                              |                |              | [ 11 ] |
| 2019 |                      | 3                   |                                                                              |                |              |        |
| 2020 |                      |                     |                                                                              |                |              |        |
| 2022 |                      |                     |                                                                              |                |              |        |
| 2023 | 2º lugar             | Serie B (2)         | UM PARAÍSO DE DE FRENTE AO SOL                                               | Eduardo Vieira | Fabio Moreno |        |
| 2024 | Campeã               | Grupo de Acesso (B) | Pelos caminhos da Fé, ao som dos tambores da festa do meu São Bené.          | Eduardo Vieira | Fabio Moreno |        |
| 2025 | 7° lugar (rebaixada) | Especial            | A REVOLTA DAS ICAMIABAS - UM DELÍRIO FASCINANTE EM DEFESA DAS PEDRAS VERDES. | Eduardo Vieira | Fabio Moreno |        |
| 2026 |                      | Grupo de Acesso 1   |                                                                              |                |              |        |